# Jassynuwata
Jassynuwata (ukrainisch Ясинувата; russisch Ясиноватая Jassinowataja) ist eine Stadt  im Osten der Ukraine mit etwa 34.000 Einwohnern (2019).
Die Stadt liegt an der Quelle des Kalmius im Norden von Donezk, der Hauptstadt der gleichnamigen Oblast und war bis Juli 2020 das administrative Zentrum des Rajons Jassynuwata, jedoch verwaltungstechnisch kein Teil des Rajons. Seit 2020 ist sie Teil des Rajons Donezk.

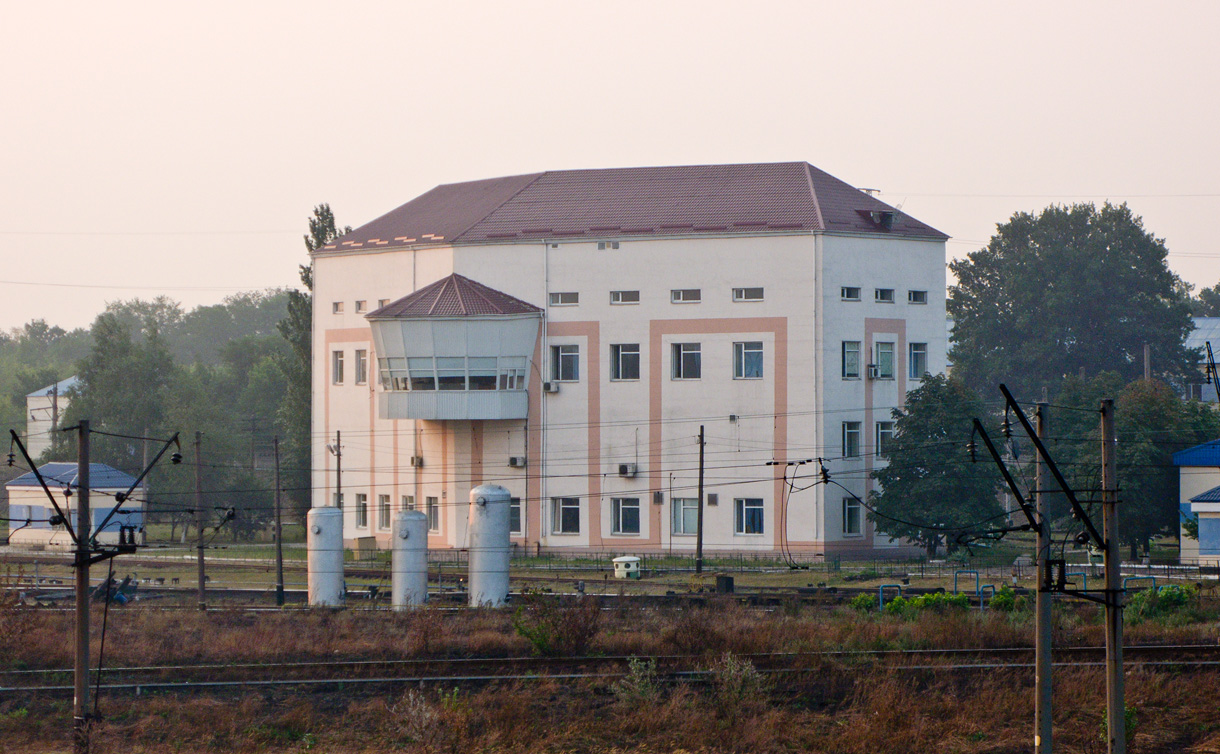
Ablauf-Stellwerk des Rangierbahnhofes in Jassynuwata

Die Bedeutung der Stadt ergibt sich aus ihrem Eisenbahnknotenpunkt, einem der wichtigsten dieses großen Zentrums der Schwerindustrie und des Kohlebergbaus (Donezbecken) mit dem, bis zum Beginn des Ukrainekrieges 2014, größten Rangierbahnhof der Ukraine. Zudem liegt sie an Endpunkt des Siwerskyj-Donez-Donbas-Kanals, der für die Wasserversorgung des Donezbeckens von Bedeutung ist.

## Geschichte
Jassynuwata wurde 1872 als Eisenbahnstation gegründet. Besonders in den 1920er und 1930er Jahren wurde er zum großen Eisenbahnknotenpunkt ausgebaut. Im Jahre 2014 wurde der Bahnhof jedoch aufgrund Einstellung des örtlichen Eisenbahnbetriebes wegen des Kriegszustandes bis auf Weiteres stillgelegt.
Die Stadt befindet sich seit 2014 unter Kontrolle der international nicht anerkannten Volksrepublik Donezk und gehört nach Angaben der ukrainischen Regierung zu einem Gebiet, auf dem die Organe der Staatsmacht vorübergehend ihre Befugnisse nicht ausüben.

## Verwaltungsgliederung
Am 12. Juni 2020 wurde die Stadt zum Zentrum der neugegründeten Stadtgemeinde Jassynuwata (ukrainisch Ясинуватська міська громада/Jassynuwatska miska hromada), zu dieser zählten auch noch die 3 in der untenstehenden Tabelle aufgelistetenen Dörfer sowie die 3 Ansiedlungen Kaschtanowe, Kruta Balka und Mineralne, bis dahin bildete sie die gleichnamige Stadtratsgemeinde Jassynuwata (Ясинуватська міська рада/Jassynuwatska miska rada) im Südosten des Rajons Jassynuwata.
Seit dem 17. Juli 2020 ist sie ein Teil des Rajons Donezk.
Folgende Orte sind neben dem Hauptort Jassynuwata Teil der Gemeinde:
| Name                     | Name        | Name                         |
| ukrainisch transkribiert | ukrainisch  | russisch                     |
| ------------------------ | ----------- | ---------------------------- |
| Jakowliwka               | Яковлівка   | Яковлевка (Jakowlewka)       |
| Kaschtanowe              | Каштанове   | Каштановое (Kaschtanowoje)   |
| Kruta Balka              | Крута Балка | Крутая Балка (Krutaja Balka) |
| Mineralne                | Мінеральне  | Минеральное (Mineralnoje)    |
| Spartak                  | Спартак     | Спартак                      |
| Wessele                  | Веселе      | Весёлое (Wessjoloje)         |

## Bevölkerungsentwicklung
| 1923  | 1926  | 1939   | 1959   | 1970   | 1979   | 1989   | 2001   | 2005   | 2016   | 2019   |
| ----- | ----- | ------ | ------ | ------ | ------ | ------ | ------ | ------ | ------ | ------ |
| 1.554 | 2.902 | 16.432 | 31.673 | 37.370 | 36.411 | 39.354 | 37.552 | 36.867 | 35.197 | 33.813 |

Quelle: 

## Persönlichkeiten
- Mykola Skrypnyk (1872–1933), ukrainisch-sowjetischer Politiker und 1918 Ministerpräsident und Minister für auswärtige Angelegenheiten der Ukrainischen Sozialistischen Sowjetrepublik
- Nikolai Olimpijewitsch Grizenko (1912–1979), sowjetischer Film- und Theaterschauspieler
- Walerij Kowtun (1944–2005), ukrainisch-sowjetischer Balletttänzer, Ballettmeister und Choreograph